# Bosc-Renoult-en-Ouche
Pour les articles homonymes, voir Bosc-Renoult, Bosc, Renoult et Ouche.
Bosc-Renoult-en-Ouche est une ancienne commune française, située dans le département de l'Eure en région Normandie, devenue le 1er janvier 2016 une commune déléguée au sein de la commune nouvelle de Mesnil-en-Ouche.

## Géographie
Village du pays d'Ouche.

## Toponymie
Prononciation traditionnelle [bornu] ou [burnu] « bournou ».
Le nom de la localité est attesté sous la forme latinisée Bosco Renoldi vers 1200.
Le premier élément Bosc- est la forme normande (et occitane) de « bois ». Le second élément est un nom de personne d'origine germanique Renoldus très fréquent dans la Normandie ducale. Il s'agit d'une forme courte pour Raginoldus.
Le nom de personne précède l'appellatif dans les fondations médiévales plus anciennes (cf. Auberbosc).
L'ancienne paroisse de Rubremont, rattachée en 1792, a donc un nom qui remonte antérieurement à celui de Bosc-Renoult, puisqu'on le voit, l'appellatif -mont est postposé.
Elle est attestée sous la forme latinisée Rubramonte au XIIe siècle. Le premier élément n'a pas de rapport avec le latin classique ruber, rubra, rubrum « rouge », le -a est d'ailleurs la marque du féminin et mons / monte est masculin. En effet, la langue d'oïl ne connaissaît que le mot "rouge", issu de rubeus, on aurait donc abouti à *Rougemont, comme les Rougemont (Côte-d'Or, Doubs, territoire de Belfort), présentant tous des latinisations anciennes de type Rubeus Mons, de Rubeo Monte. En outre, ce genre de formation toponymique date de l'époque médiévale, avec postposition de l'appellatif typique de l'influence germanique.
Comme aucun adjectif roman n'explique le premier élément, celui-ci s'analyse donc probablement comme un nom de personne germanique, comme dans Aliermont avec Adalherius ou encore Ernemont avec Ernoldus.
François de Beaurepaire propose, vu le maintien du [a] dans les formes anciennes, l'anthroponyme germanique conjecturel *Rotbradus.

## Politique et administration
| Période                                  | Période  | Identité           | Étiquette | Qualité     |
| ---------------------------------------- | -------- | ------------------ | --------- | ----------- |
| mars 2001                                | 2014     | Françoise Madelon  |           |             |
| mars 2014                                | En cours | Jean-Louis Madelon | UDI       | Agriculteur |
| Les données manquantes sont à compléter. |          |                    |           |             |

## Démographie
L'évolution du nombre d'habitants est connue à travers les recensements de la population effectués dans la commune depuis 1793. À partir du 1er janvier 2009, les populations légales des communes sont publiées annuellement dans le cadre d'un recensement qui repose désormais sur une collecte d'information annuelle, concernant successivement tous les territoires communaux au cours d'une période de cinq ans. 
Pour les communes de moins de 10 000 habitants, une enquête de recensement portant sur toute la population est réalisée tous les cinq ans, les populations légales des années intermédiaires étant quant à elles estimées par interpolation ou extrapolation. Pour la commune, le premier recensement exhaustif entrant dans le cadre du nouveau dispositif a été réalisé en 2008,.
En 2013, la commune comptait 140 habitants, en évolution de −10,26 % par rapport à 2008 (Eure : +2,66 %, France hors Mayotte : +2,49 %).
| 1793 | 1800 | 1806 | 1821 | 1831 | 1836 | 1841 | 1846 | 1851 |
| ---- | ---- | ---- | ---- | ---- | ---- | ---- | ---- | ---- |
| 380  | 460  | 504  | 513  | 451  | 459  | 418  | 404  | 368  |

| 1856 | 1861 | 1866 | 1872 | 1876 | 1881 | 1886 | 1891 | 1896 |
| ---- | ---- | ---- | ---- | ---- | ---- | ---- | ---- | ---- |
| 364  | 329  | 344  | 328  | 295  | 281  | 285  | 266  | 245  |

| 1901 | 1906 | 1911 | 1921 | 1926 | 1931 | 1936 | 1946 | 1954 |
| ---- | ---- | ---- | ---- | ---- | ---- | ---- | ---- | ---- |
| 231  | 229  | 213  | 192  | 192  | 180  | 167  | 168  | 177  |

| 1962 | 1968 | 1975 | 1982 | 1990 | 1999 | 2008 | 2013 | - |
| ---- | ---- | ---- | ---- | ---- | ---- | ---- | ---- | - |
| 173  | 153  | 163  | 176  | 154  | 139  | 156  | 140  | - |

## Lieux et monuments
- Église Sainte-Eugénie
- Église Saint-Ouen de Rubremont